# William H. Mason
William Henry Mason, född 1877, död 1947, var en amerikansk ingenjör, som gjort sig känd som uppfinnare av masonit.
William H. Mason växte upp i Virginia. Han utbildade sig till ingenjör i Washington, D.C. och var också assistent under en period till Thomas Alva Edison. Han experimenterade med att utnyttja rester från Wausau Southern Lumber Companys sågverk i Laurel i Mississippi i USA, som ägdes av hans frus familj. År 1921 införde företaget en av Mason utexperimenterad metod för att extrahera terpentin ur timmer. Han försökte också utan framgång att med ånga och under högt tryck pressa samman frigjorda träfiber ur träflis till papper. Under fortsatta försök att i stället framställa träfiberplattor upptäckte han till slut att fiber under direkt inverkan av ånga bildade en massa, vilken kunde pressas ihop till tunna plattor. Dessa visade sig vara mycket användbara som byggnadsmaterial, och lade grunden till en ny industribransch. Denna upptäckt 1924 följdes av bildandet 1925 i Laurel av Mason Fiber Company, 1928 omdöpt till Masonite Corporation.
En ung svensk ingenjör Arne Asplund, vilken sommaren 1927 praktiserade på Mason Fiber Company, fick i uppdrag av William Henry Mason att intressera investerare i Sverige att uppföra en masonitfabrik. Detta ledde via grosshandlaren Carl Wikström till grundandet av Europas första masonitfabrik i Rundvik.